# T-84
Il T-84 Oplot è un derivato del T-80 realizzato in Ucraina, dalla Kharkiv Morozov Machine Building Design Bureau o KMDB.

## Caratteristiche
La turbina a gas montata sul T-80 non aveva dato i risultati sperati, soprattutto in termini di affidabilità e consumi. Per questo la Russia ha inserito al suo posto propulsori diesel e altrettanto ha fatto lo stabilimento Zavod di Charkiv, in Ucraina, con risultati nettamente migliori grazie alle prestazioni superiori del motore diesel a due tempi 6TD-2 con configurazione "a sogliola", un sei cilindri contrapposti, con 12 pistoni, sovralimentato, a raffreddamento liquido, con una cilindrata di 16.300cc, in grado di erogare 1.200HP. La velocità massima varia tra i 65 e i 75 km/h su strada e circa 45 km/h fuoristrada. L'armamento rimane il classico cannone-lanciatore da 125mm, prodotto su licenza con la nuova denominazione locale KB-3, ma i sistemi di osservazione e tiro sono interamente nuovi, con stabilizzazione su due assi e un sistema di tiro integrato 1A45. L'altra grossa novità riguarda la cupola, che, a differenza di tutti gli MBT sovietici e russi, non è più realizzata per fusione ma per saldatura, come quella dei carri occidentali. Sono presenti un sistema di corazzatura reattiva Kontakt-5 e delle contromisure optroniche Shtora-1. I lanciafumogeni sono del tipo 3D17 Tucha. Il cannone utilizza un nuovo proiettile APFSDS a prestazioni migliorate, realizzato in collaborazione con la francese GIAT.

## Utilizzatori
Thailandia
- Kongthap Bok Thai

49 BM-Oplot ordinati nel 2011, 36 in servizio al marzo 2018, restano da consegnare entro fine anno gli ultimi 13 carri.